# Elton Britt
Elton Britt (ur. 7 lipca 1912, zm. 23 czerwca 1972) – amerykański aktor, gitarzysta i piosenkarz country.

## Filmografia
- 1936: The Big Show jako Muzyk zespołu Beverly Hill Billies Band

## Wyróżnienia
Posiada swoją gwiazdę na Hollywoodzkiej Alei Gwiazd.